# 1 Bligh Street
1 Bligh Street es un rascacielos en la ciudad de Sídney, la capital del estado de Nueva Gales del Sur (Australia).
El edificio de oficinas de estilo moderno está ubicado en el distrito central de negocios de Sídney con vistas a Circular Quay, la Bahía de Sídney y el Puente de la bahía de Sídney.

## Diseño
La torre de oficinas de primer nivel fue diseñada por Ingenhoven Architects de Alemania y Architectus de Australia.
Es un desarrollo ecológicamente sostenible y el Green Building Council of Australia le otorgó el estatus de seis estrellas verde. Las características ecológicas incluyen una planta del sótano que recicla el 90 por ciento de las aguas residuales del edificio, paneles solares en el techo y aire acondicionado por vigas frías. Es el primer edificio de gran altura de Australia con una fachada ventilada con persianas externas. Estos conservan energía, eliminan el resplandor del cielo y optimizan la comodidad del usuario. El ángulo de las lamas de la rejilla se ajusta automáticamente según su orientación al sol. Un atrio de altura completa con ventilación natural, en el lado sur del edificio, maximiza la luz natural en cada nivel de oficina.
El edificio también alberga una guardería, dos cafeterías y un aparcamiento subterráneo para 96 coches.
La escultura de aluminio a gran escala en la parte superior de los escalones curvos en la entrada en la esquina de las calles Bligh y O'Connell es del australiano James Angus, residente en Nueva York. Los desarrolladores lo describen como "una red compleja de superficies elipsoidales tridimensionales extraídas de formas expresadas en el diseño del edificio", y agregan que su esquema de colores pintados de manera brillante traza la geometría subyacente de la escultura.

## Reconocimientos
El edificio fue nombrado Mejor edificio alto en Asia y Australasia en 2012 en los premios Rascacielos del Council on Tall Buildings and Urban Habitat y también ganó el International Highrise Award 2012.

## Galería

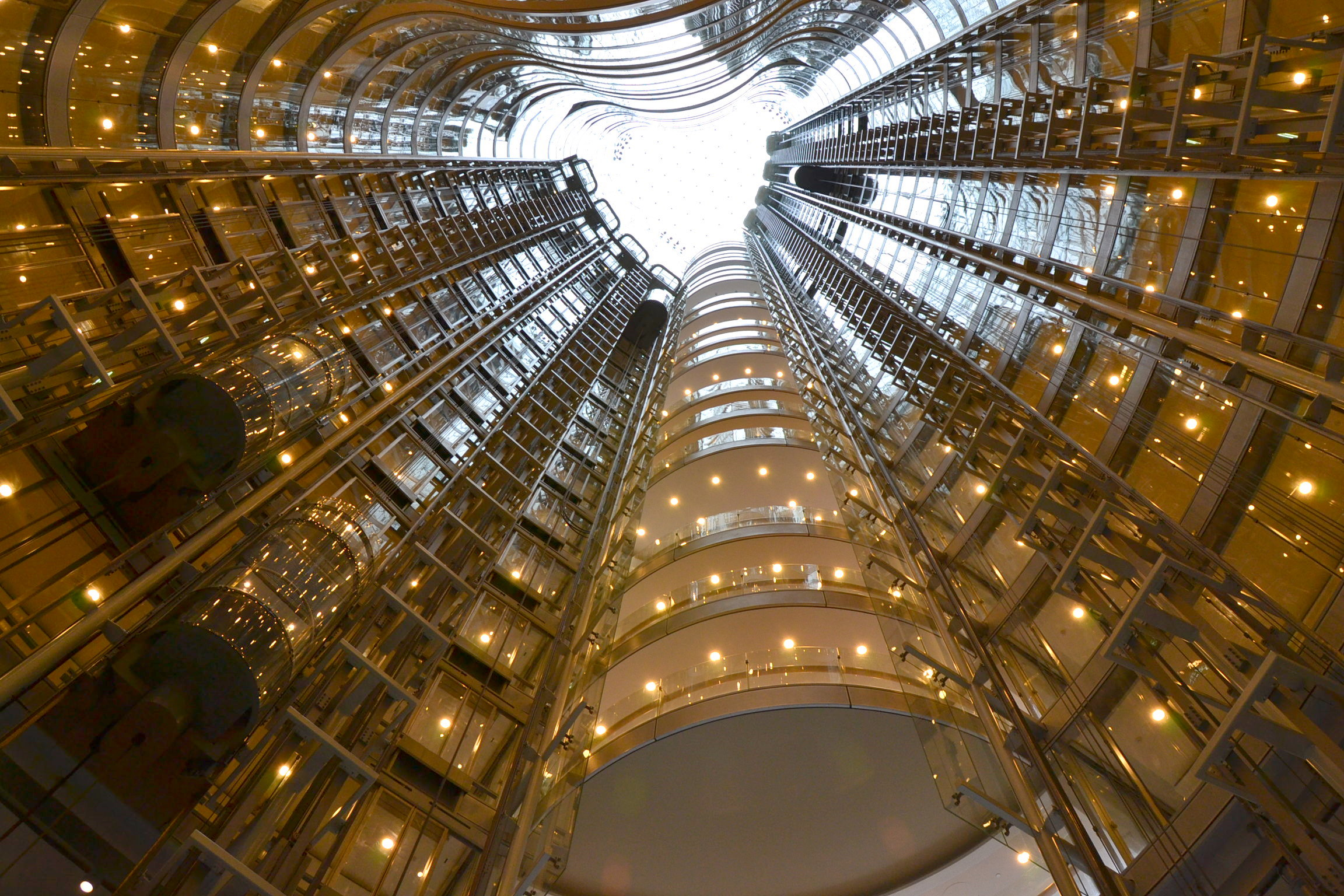
El atrio
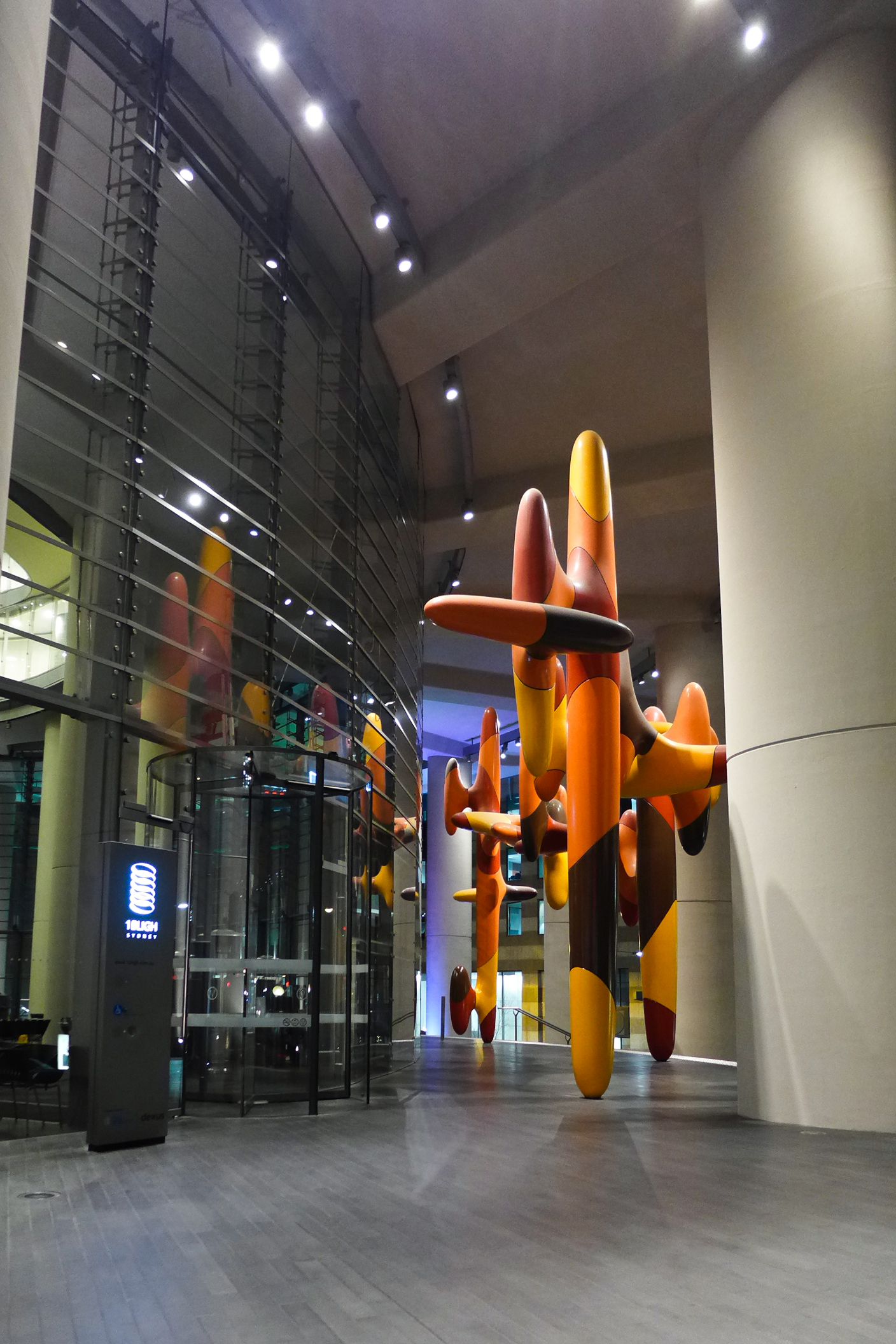
Escultura de James Angus